# Panfleto

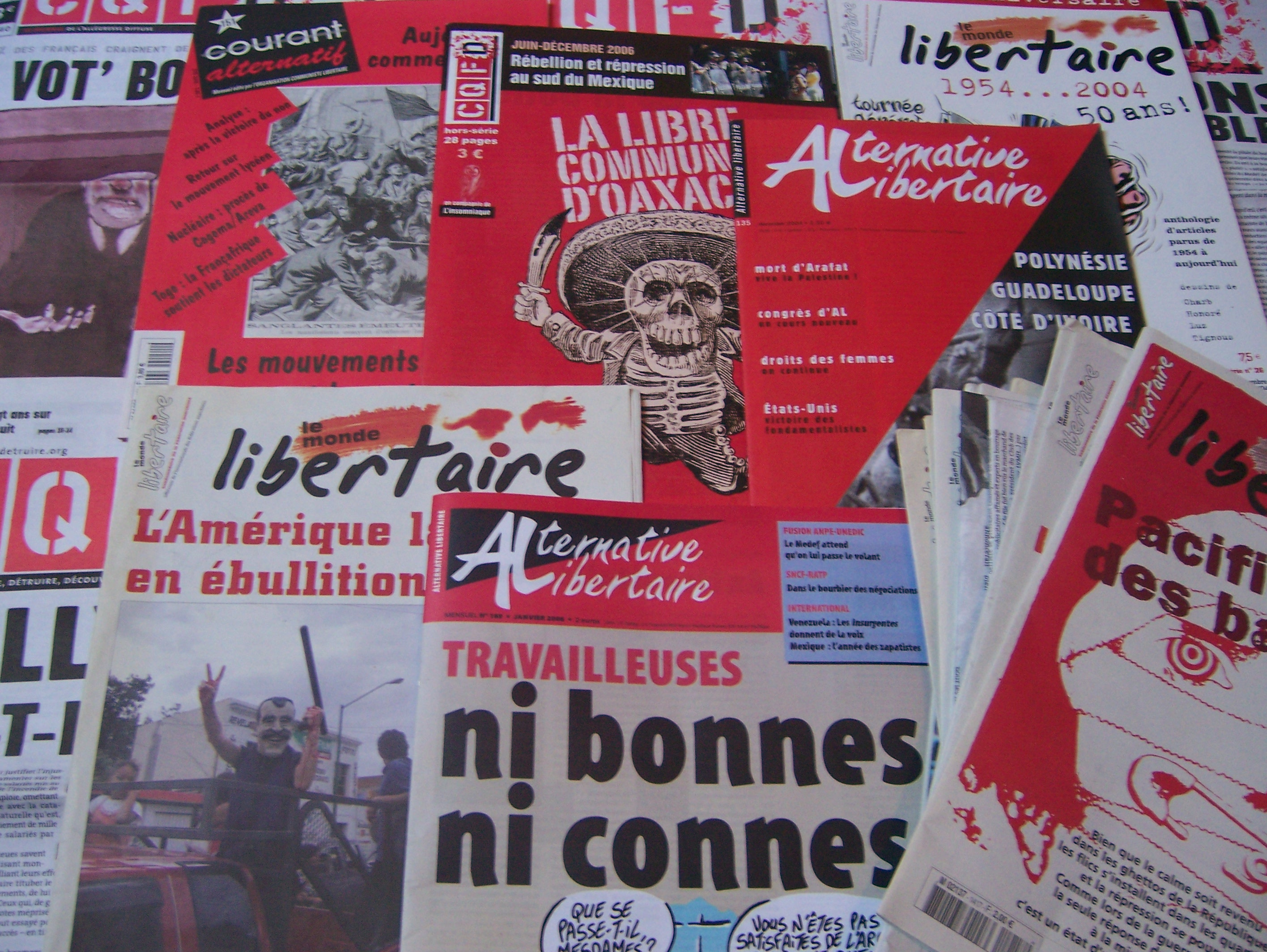
Panfletos anarquistas de Francia

Un panfleto es un escrito breve o libelo difamatorio de carácter agresivo. Este formato es muy utilizado en propaganda política debido a su extensión. Su formato original y el más utilizado es la octavilla, debido a la facilidad para imprimir, el bajo precio que cuesta y la rapidez con la que se puede difundir. El estilo agresivo característico de los panfletos se conoce con el nombre de panfletario. La persona que escribe este tipo de textos suele recibir el nombre de panfletista.

## Características
El panfleto tiene un carácter crítico y difamatorio, con un estilo mordaz y por lo general polémico. La principal finalidad de este escrito consiste en difundir una idea, postura, punto de vista o crítica destinada a alguien o algo. Estas características hacen que sea utilizado para hacer propaganda política o condenar las acciones de alguien. Suelen tener un tono agresivo y frontal en el que se suele recurrir a recursos literarios como la sátira, la ironía o el humor para confrontar las ideas o actos del oponente. Suelen tener escasa extensión y con la aparición y desarrollo de las nuevas tecnologías se han creado múltiples panfletos digitales. Por la influencia de este escrito se hicieron obras artísticas o literarias que han sido calificadas de panfletarias debido a su intención de crítica o apología a una postura ideológica concreta.

## Origen
La aparición de este escrito es incierta y hay diversas teorías para explicar su origen. Una de las más extendidas es que deriva del término inglés pamphlet, aunque su significado no coincide ya que el término inglés no contiene las connotaciones agresivas que acompañan a la palabra española. La traducción de este término inglés al castellano es folleto. Otra versión relaciona al panfleto con la comedia elegíaca Pamphilus, un género cómico escrito en versos latinos. Para otros la palabra proviene de la palabra francesa pamphilet, un género de comedia corrosiva. El panfleto como género literario aparece con el libelo romano, que tenía la intención de desacreditar el honor o la reputación de algún personaje relevante en la sociedad, especialmente de políticos.

## El panfleto político
Este escrito en política tiene como objetivo la confrontación ideológica en un determinado momento y que busca efectividad en ese momento sin importar en el futuro. Los panfletos políticos fueron muy utilizados por la oposición ante los mandatarios y el clero. Uno de los momentos en los que el panfleto tuvo más relevancia fue el siglo XIX con los movimientos obreros, que utilizaron este escrito para la difusión ideológica y para incitar la acción de liberación, con el ‘Manifiesto Comunista (1848) como obra cumbre, sin embargo como hecho importante y completamente extraordinario es el utilizado contra España en el siglo XVI, países como Holanda verbigracia, en 1578 aparecen las primeras ediciones de bolsillo "panfletos" contra España, se utilizaron para dañar y debilitar en lo posible a España, se puede decir que estas primeras ediciones ayudaron a crear el concepto de lo que más tarde llamaríamos " La Leyenda Negra", por otro lado en Canarias se conservan panfletos del siglo XIX que convocaban a la insurrección contra la invasión francesa y en la época del franquismo se utilizó este escrito como una vía de oposición y llamada de levantamientos para rebelarse contra la dictadura franquista. En la Segunda Guerra Mundial los panfletos fueron importantes tanto para las potencias del Eje como para los Aliados, publicando panfletos en las ciudades y campos de batallas con el objetivo de vencer la guerra psicológica y persuadir al enemigo para facilitar posteriormente la victoria militar.